# ヴァン神族
ヴァン神族（ヴァンしんぞく、古ノルド語：Vanr ヴァンル、複数形：Vanir ヴァニル、ヴァナ神族とも）とは、北欧神話に登場する一群の神々である。その名前は「光り輝く者」を意味する。豊穣と平和をつかさどる。ニョルズ、フレイ、フレイヤが所属していた神族である。

## 概要
神話では美麗な巨人族としてしばしば巨人族と混同される。
時に彼らは「賢いヴァン神族」と呼ばれる。
『古エッダ』の『シグルドリーヴァの言葉』第18節には、彫られたルーン文字が削り取られて運ばれ、それを「賢いヴァン神族も持っている」と語られている。
また、同『スリュムの歌』第15節において、アース神族の1人ヘイムダルについて「彼はヴァン神族と同じように未来がわかる」と説明されている。
ヴァン神族の住む国はヴァナヘイムといわれている。

## 所属する主な神
所属する神々としては、ヴァン神族とアース神族の抗争終了後に人質としてアースガルズに送り出されたニョルズ、フレイ、フレイヤ父子がまず挙げられる。
『古エッダ』の『巫女の予言』においてこの抗争の原因を作ったとされる女性グルヴェイグも、おそらくヴァン神族である。ただし彼女はフレイヤと同一人物とも考えられている。
アース神族側から人質として送られたヘーニルとミーミルのうち、ヘーニルについてはヴァナヘイムから返されたという記述はない。
『ユングリング家のサガ』の記述によると、アース神族が送ってきた人質ミーミルが大変賢い人物であったことから、さらにヴァン神族の賢い神クヴァシルを先方に送り出している。この文献ではクヴァシルはヴァン神族の一員だったということになる。

## アース神族との関係
彼らがアース神族のもとへグルヴェイグ（名前の意味は「黄金の力」）という女を送り込んだことが、2つの神族の抗争の原因となったといわれている。『巫女の予言』には、彼女の使う魔法「セイズ」が悪い女達を悦ばせたこと、アース神族が彼女を槍で突いたり火で焼いたりしても3度甦ったこと、主神オーディンが槍を投げたことで始まった戦いが世界最初の戦争であったことが書かれている。
『スノッリのエッダ』第二部『詩語法』では、アース神族との抗争が終わり和解するときに、その記念として、両神族全員が1つの器に唾液を吐き入れた。その和平の証を消滅させないために、唾液に人間の形を与え、クヴァシルという非常に賢い人物を作り出した。クヴァシルが答えられない質問は皆無であったと語られている。
また『ユングリング家のサガ』によると、前述のニョルズらを人質に出すが、交換でアース神族が送ってきた人質のヘーニルが期待したような人物でなかったため不満を感じ、人質のもう一人、ミーミルの頭を切り落としてアース神族の国へ送り返した。オーディンは、首が腐らないように薬草をつけて保存し、ミーミルが話せるようになるまで呪を唱えて、「ミーミルの首」を生成した。
ラグナロクにおけるヴァン神族の動向については、ニョルズが彼らの元へ帰るという記述が『古エッダ』の『ヴァフスルーズニルの言葉』にみられるものの、他の神々がどのような運命をたどったかは不明である。